# Спартаковский район
Спартаковский район (укр. Спартаківський район, нем. Deutscher Rayon Großliebental) — административная единица Украинской ССР, существовавшая в 1926—1939 годах.
Площадь поверхности — 364 км².

## История
Грос-Либентальский район с центром в селе Грос-Либенталь был образован в 1926 году в составе Одесского округа. Вскоре он был переименован в Спартаковский район. Включал Александрогильфский, Грос-Либентальский, Йозефстальский, Кляйн-Либентальский, Мариентальский, Нейбургский, Петерстальский, Францфельдский и Фрейдентальский сельсоветы.
В 1930 году окружная система в СССР была упразднена и Спартаковский район перешёл в прямое подчинение Украинской ССР.
В 1932 году Спартаковский район отошёл к Одесской области.
Упразднён Указом Президиума ВС УССР от 26 марта 1939 года Спартаковский район, как и большинство национальный районов СССР, был упразднён. При этом его территория была разделена между Беляевским и Овидиопольским районами.